# 乔治·谢尔德里克
乔治·迈克尔·谢尔德里克（英語：George Michael Sheldrick，1942年11月17日—2025年2月20日）是一位英国化学家，专门从事分子结构测定。他是该领域被引用次数最多的工作者之一，截至2020年，他的引用次数超过280,000 次，h指数为113。
他从1978年起担任哥廷根大学教授，直至2011年退休。
谢尔德里克于1970年开始，开发用于晶体解析的SHELX软件，广受欢迎。